# 雷迪奧山
66°33′S 93°0′E / 66.550°S 93.000°E
雷迪奧山是南極洲的山峰，位於瑪麗皇后地，處於馬布斯角西南面0.7公里，海拔高度50米，由澳大利亞探險家率領的探險隊發現和繪入地圖，現時由南極條約體系管理。